# Aprendizaje automático en física
La aplicación de los métodos clásicos de aprendizaje automático al estudio de los sistemas cuánticos (a veces llamado aprendizaje automático cuántico) es el foco de un área emergente de la investigación en física. Un ejemplo básico de esto es la tomografía de estado cuántico, donde un estado cuántico es aprendido a partir de la medición. Otros ejemplos incluyen el aprendizaje de los hamiltonianos, el aprendizaje de las transiciones de fase cuántica, y la generación automática de nuevos experimentos cuánticos. El aprendizaje automático clásico es efectivo en el procesamiento de grandes cantidades de datos experimentales o calculados para caracterizar un sistema cuántico desconocido, haciendo su aplicación útil en contextos que incluyen la teoría de información cuántica, el desarrollo de tecnologías cuánticas, y el diseño de materiales computacionales.

## Aplicaciones del aprendizaje automático en la física

### Datos corruptos
La capacidad de controlar y preparar experimentalmente sistemas cuánticos cada vez más complejos conlleva una creciente necesidad de convertir grandes conjuntos de datos corruptos en información significativa. Este es un problema que ya ha sido estudiado extensamente en el entorno clásico, y en consecuencia, muchas técnicas de aprendizaje de máquinas existentes pueden ser adaptadas de forma natural para abordar de forma más eficiente los problemas experimentalmente relevantes. Por ejemplo, los métodos bayesianos  y los conceptos de aprendizaje algorítmico pueden aplicarse de forma fructífera para abordar la clasificación de estados cuánticos, el aprendizaje hamiltoniano, y la caracterización de una transformación unitaria desconocida. Otros problemas que se han abordado con este enfoque se dan en la siguiente lista: 
- Identificar un modelo preciso para la dinámica de un sistema cuántico, a través de la reconstrucción del hamiltoniano;[12][13][14]
- Extracción de información sobre estados desconocidos;[15][16][8][17][18]
- Aprendizaje de transformaciones y medidas unitarias desconocidas;[10][11]
- Ingeniería de puertas cuánticas de redes de qubits con interacciones en pares, usando Hamiltonianos dependientes del tiempo[19] o independientes.[20]

### Datos calculados sin corrupción
El aprendizaje de máquinas cuánticas también puede aplicarse para acelerar drásticamente la predicción de las propiedades cuánticas de las moléculas y los materiales. Esto puede ser útil para el diseño computacional de nuevas moléculas o materiales. Algunos ejemplos incluyen:  
- Interpolación de los potenciales interatómicos;[22]
- Inferir las energías de atomización molecular a través del espacio de los compuestos químicos;[23]
- Superficies de energía potencial precisas con máquinas Boltzmann limitadas;[24]
- Generación automática de nuevos experimentos cuánticos;[5][6]
- Resolución de la ecuación de Schrödinger de muchos cuerpos, estática y dependiente del tiempo;[25]
- Identificar las transiciones de fase de los espectros de entrelazamiento;[26]
- Generación de esquemas de retroalimentación adaptativos para la metrología y la tomografía cuántica.[27][28]

### Circuitos variacionales
Los circuitos variacionales son una familia de algoritmos que utilizan el entrenamiento basado en los parámetros del circuito y una función objetiva. Los circuitos variacionales se componen generalmente de un dispositivo clásico que comunica los parámetros de entrada (parámetros aleatorios o pre-entrenados) en un dispositivo cuántico, junto con una función de optimización matemática clásica. Estos circuitos son muy dependientes de la arquitectura del dispositivo cuántico propuesto porque los ajustes de los parámetros se ajustan basándose únicamente en los componentes clásicos del dispositivo. Aunque la aplicación es considerablemente infantil en el campo del aprendizaje de máquinas cuánticas, tiene una promesa increíblemente alta de generar más eficientemente funciones de optimización eficientes.